# Řecko-bulharská smlouva o přátelství a neútočení
Řecko-bulharská smlouva o přátelství a neútočení byla podepsána 31. července 1938. Představovala revizi mírové smlouvy z Neuilly z roku 1919. Bulharsko mohlo jménem Balkánské dohody znovu obnovit vyzbrojování, dále se zavázalo neměnit silou územní status quo na Balkánském poloostrově. Charakteristické pro smlouvu ale bylo, že v ní nebylo zmíněno bulharské členství v Balkánské dohodě.